# 미요시 삼인방
미요시 삼인방(일본어: 三好三人衆, みよしさんにんしゅう)은 센고쿠 시대에 기나이에서 활약한 미요시 나가야스, 미요시 마사야스(三好政康), 이와나리 도모미치 이 세 사람을 가리킨다. 미요시씨의 일족, 중신으로 있었기 때문에 미요시 산닌슈라 불리게 되었다.
미요시 가문의 당주 미요시 나가요시(三好長慶)가 죽은 후, 후계자인 미요시 요시쓰구가 어렸기 때문에 그를 보좌하는 후견인로 활약하고, 마쓰나가 히사히데(松永久秀)와 함께 무로마치 막부 제13대 쇼군 아시카가 요시테루(足利義輝)의 암살(에이로쿠의 변)에도 개입한다. 후에 미요시 요시쓰구와 마쓰나가 히사히데의 대립으로 미요시 정권은 와해되었다.
1566년, 오다 노부나가(織田信長)의 상경전에 반발해 저항하지만, 적수가 되지 못해 차례차례 격파당하고 미요시 산닌슈의 세력은 쇠퇴하게 되었다. 겐키 연간(1570년~1572년)에 이와나리 도모미치가 전사하고, 다른 두 명인 미요시 나가야스와 미요시 마사야스도 소식이 두절되는 등 미요시 산닌슈는 완전히 소멸하였다.
덧붙여 산닌슈의 한 사람으로 있는 마사야스는 후에 도요토미씨의 가신이 되고, 1615년 오사카 전투에 참가하여 전사하였다고 알려져 있다.

## 같이 보기
- 미요시 정권
- 다몬 산성